# Insta Buarøyna vestra
Insta Buarøyna vestra est une île et un village dans le landskap Sunnhordland du comté de Vestland. Elle appartient administrativement à Øygarden.

## Géographie
Rocheuse et couverte d'une légère végétation, elle s'étend sur environ 627 m de longueur pour une largeur approximative de 233 m.  